# Ирбитский историко-этнографический музей
Ирбитский историко-этнографический музей — музей истории и культуры населения Урала, расположенный в городе Ирбит Свердловской области, Россия.

## История

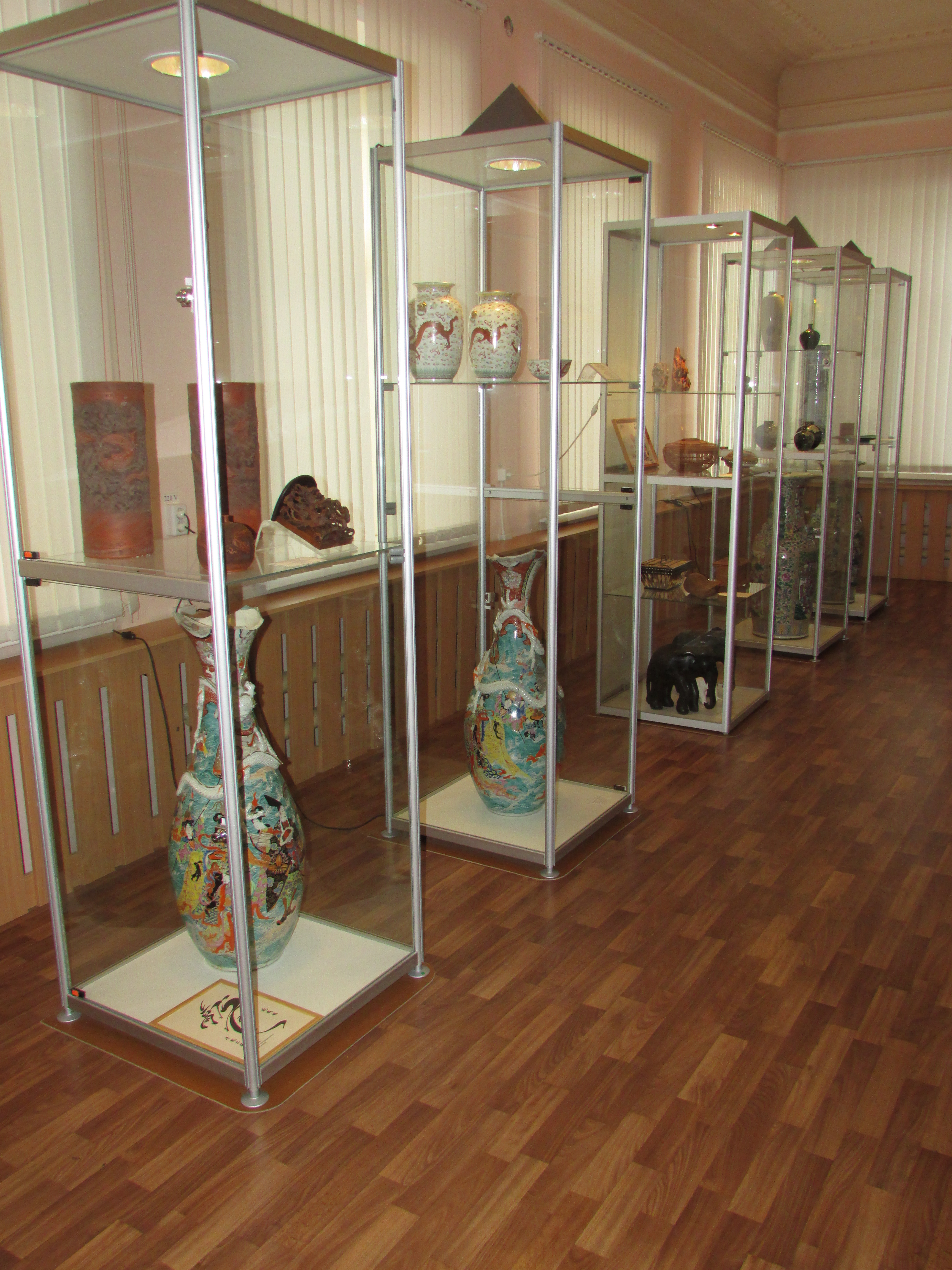
Экспозиция «Восточная коллекция»

Начало историко — этнографическому музею города Ирбита было положено в 1883 году, когда при поддержке Ирбитского земства в стенах уездного трехклассного училища открывается передвижной педагогический музей. В создании музея принимал участие инспектор Ирбитского городского трехклассного училища, действительный член УОЛЕ Семен Васильевич Федосеев. До июля 1905 года музей при училище был исключительно школьным, затем преобразован в публичный. В 1911 г. вдова известного купца 1-й гильдии, томского городского головы П. В. Михайлова Алевтина Петровна, следуя его воле, подарила городу дом мужа, находящийся возле Сретенской церкви по ул. Константиновской, 1. Городская дума определила его для женского начального училища, а в пристрое разместились музей и библиотека.

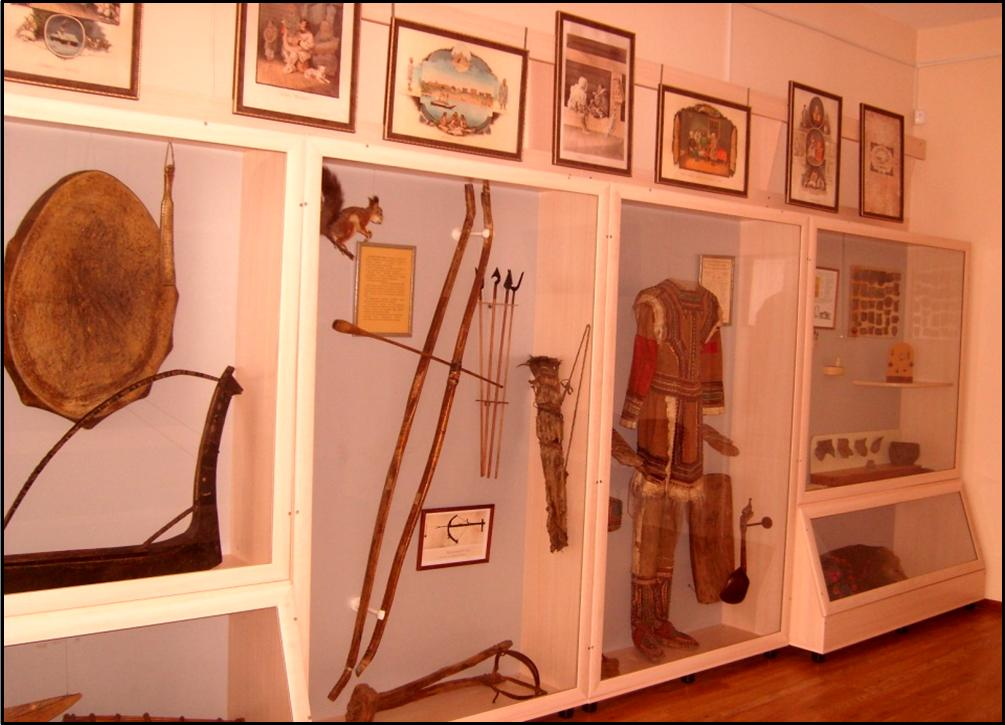
Экспозиция «История освоения края»

Во время Гражданской войны в Ирбите вспыхнули грабежи и пожары, и многие музейные экспонаты были расхищены или уничтожены. Начало деятельности музея в новых условиях берет отсчет с февраля 1921 года. По инициативе отдела образования Политпросвета города Ирбита, был преобразован в подвижной учебно — показательный музей наглядных пособий уездного отдела народного образования с фондом 3675 экспонатов. Организатором процесса восстановления музея стал Андрей Прокопьевич  Соловьев, проработавший в разных должностях до 1948 года. В начале 1930-х музей, благодаря деятельности М. Д. Голубых, переезжает в новое здание и активно пополняет свои коллекции. В 1941 г. музей был законсервирован и не работал. Вновь открылся в 1943 году в здании по ул. Кирова, д. 50, в котором располагается до сих пор.
В послевоенные годы коллектив музея вел целенаправленную деятельность по пополнению фондов музея. В 1979 году получил статус историко-этнографического музея. В 2009 году открылось второе здание музея по ул. Кирова, д. 74. За время деятельности музея его посетило более 2 миллионов человек.

## Музейный фонд
По состоянию на 2017 год музей включает в себя 14157 экспонатов основного фонда и 8690 вспомогательного фонда. Количество экспонатов постоянно растет.

## Здания музея

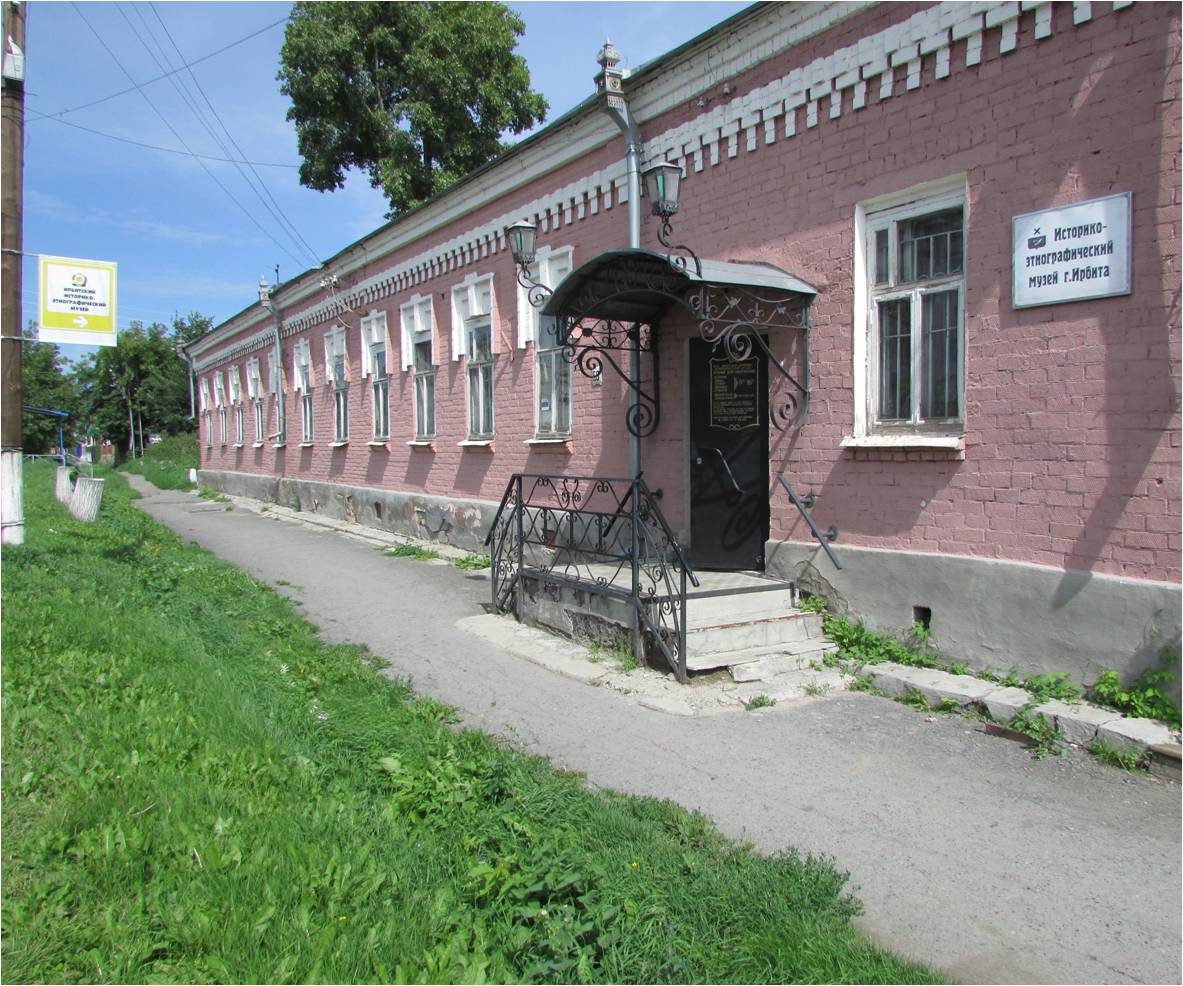
Здание музея на улице Кирова, 50

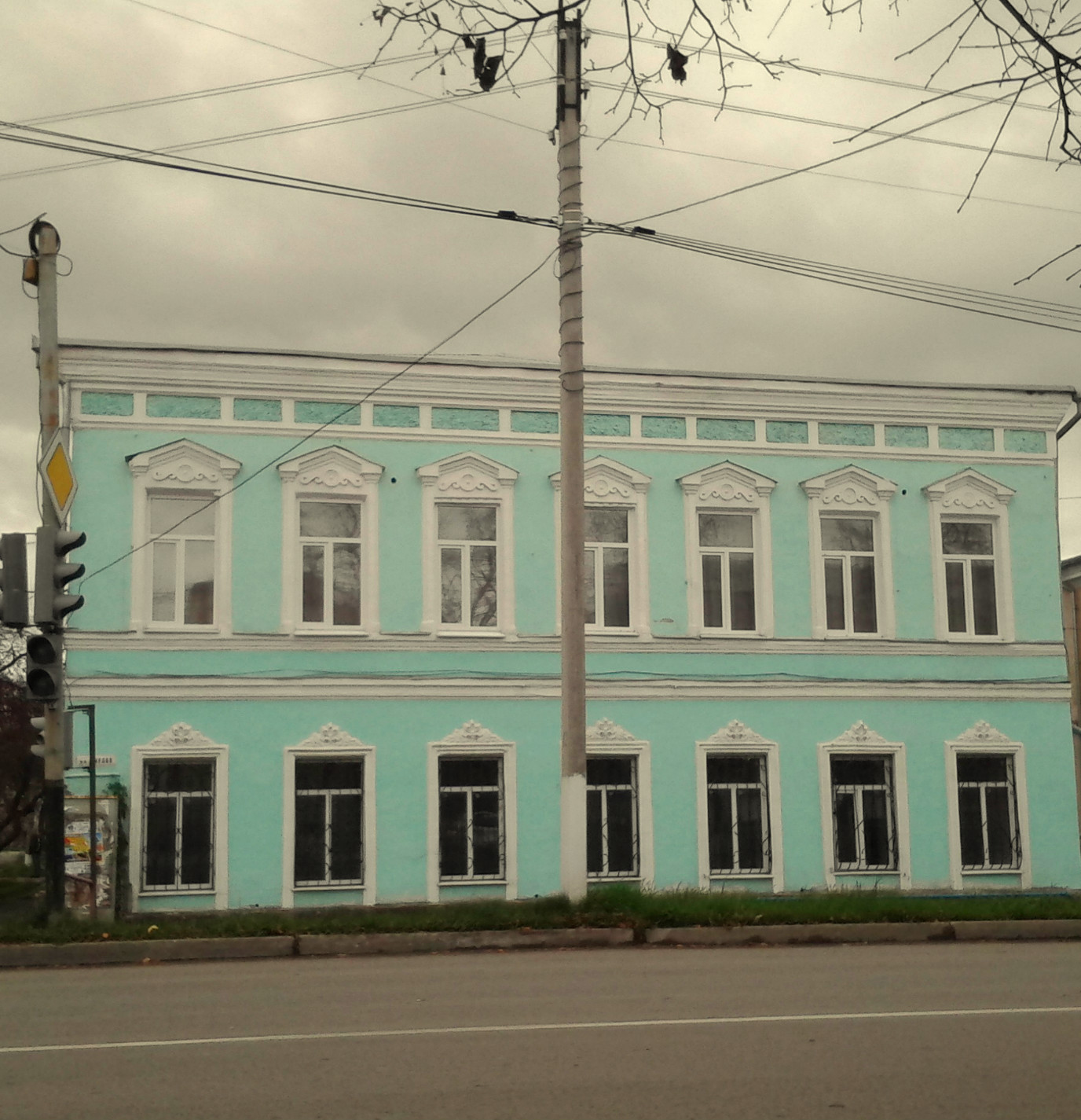
Здание музея на улице Кирова, 74

### Здание на улице Кирова 50.
В прежние времена, в этом здании, располагавшемся на ныне несуществующей улице Садовой, проживал председатель духовного ведомства. Сам дом находился в собственности Богоявленского собора. Здание было отдано в распоряжение Ирбитского Историко-Этнографического Музея в 1945 году.

### Здание на улице Кирова 74.
Двухэтажное здание на улице Кирова, 74 было открыто для посещений в 2009 году. В XIX веке в здании проживал купец Федор Алексеевич Шипицин . Ранее он жил в небольшом домике по ул. Николаевской № 12. Вдруг разбогател и купил дом на углу улиц Екатеринбургской и Малой Торгово-Площадной, затем второй рядом. Дома соединил вставкой в том же архитектурном стиле. По Торговой улице приобрел себе трехэтажный особняк.. В здании, купленном на улице Малой Торгово — Площадной, Шипицин обосновал гостиницу «Александрия». В этом доме в 1918 −1919 годах размещался Ирбитский Уездный Исполнительный комитет Советов Р. К. и С. Депутатов. Затем размещалось дошкольное педагогическое училище, основной поставщик кадров для детских садов Свердловской области и музыкальная школа. Является памятником архитектуры.

## Уникальные коллекции и экспонаты
- «Чарующий Восток» — предметы и ярмарочные товары из Китая и Японии, китайский и японский фарфор;
- «Спасенные реликвии» — иконы и церковные реликвии, сохранившиеся в тяжелый для Русской Православной Церкви период;
- Палеонтологическая коллекция — останки ископаемых млекопитающих, обитавших на Урале;
- Товары и люди Ирбитской ярмарки — история одной из крупнейших торговых ярмарок России XVIII—XX век;
- «Ирбит на Великом чайном пути» — предметная история восточной и русской чайных церемоний[7];
- Предметы быта сословий Ирбита (XVIII—XX вв.) и другие коллекции.

## Галерея

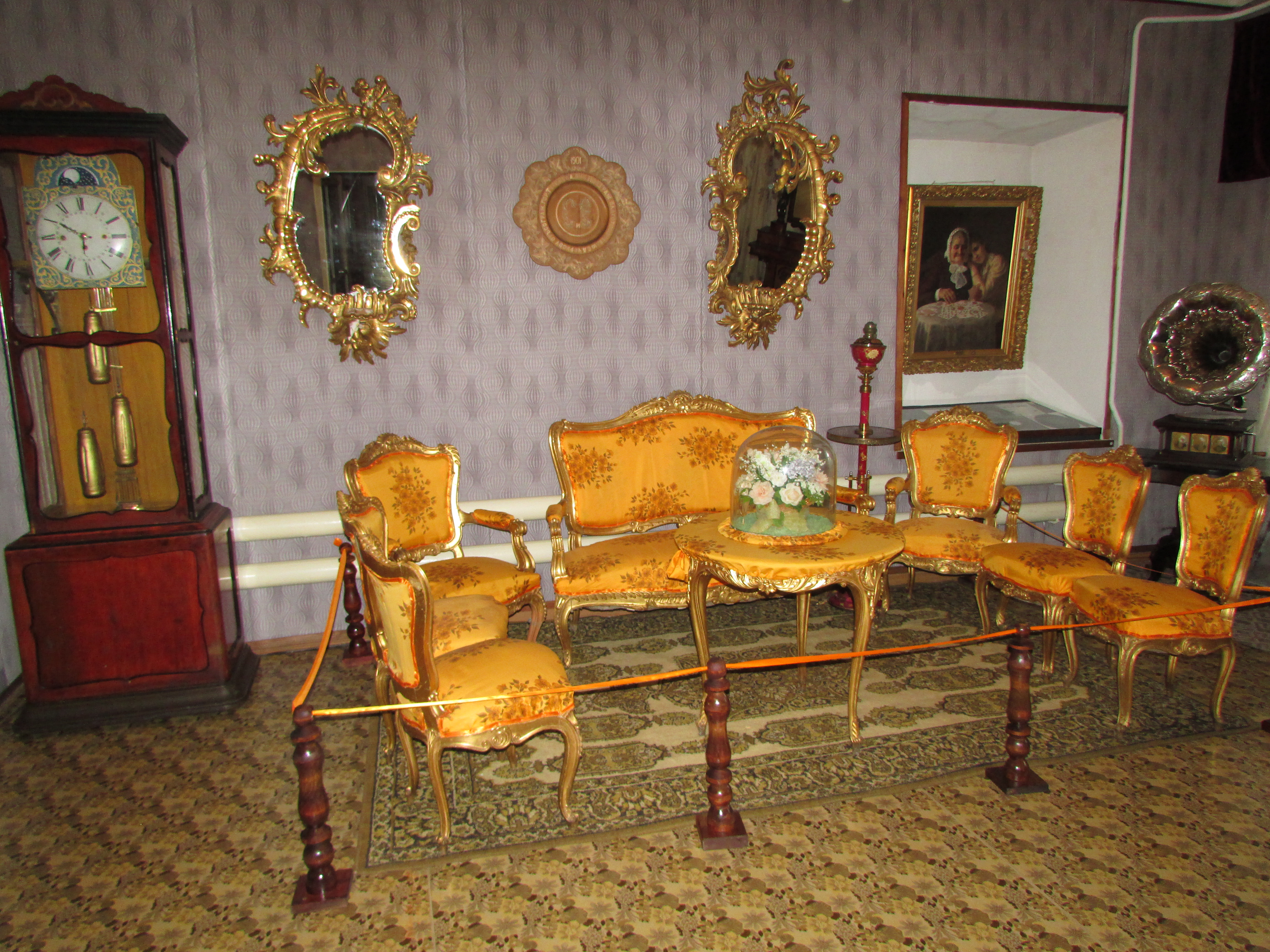
Экспозиция "Быт и нравы сословий"
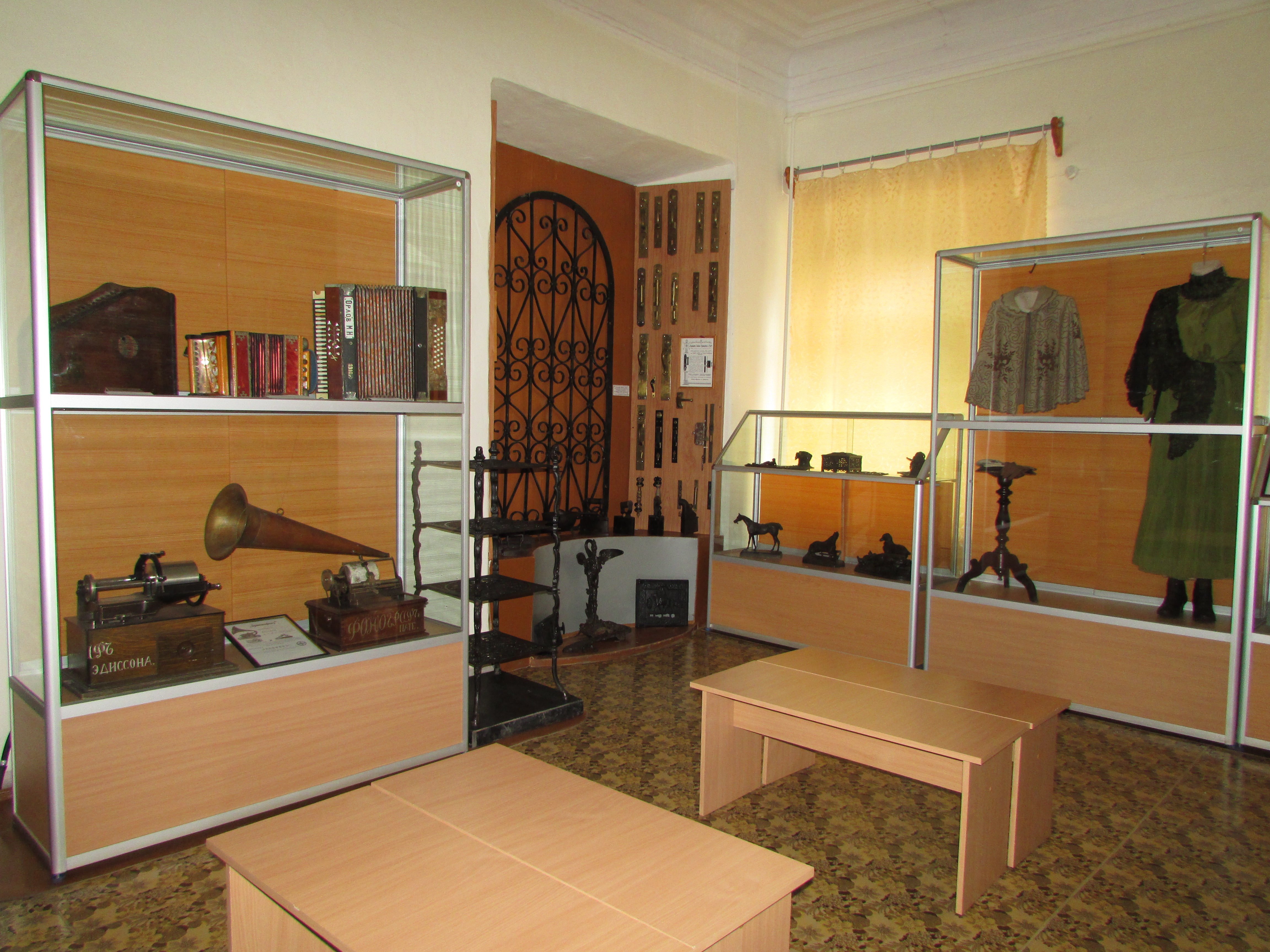
Экспозиция "Ирбитская ярмарка: товары и люди"
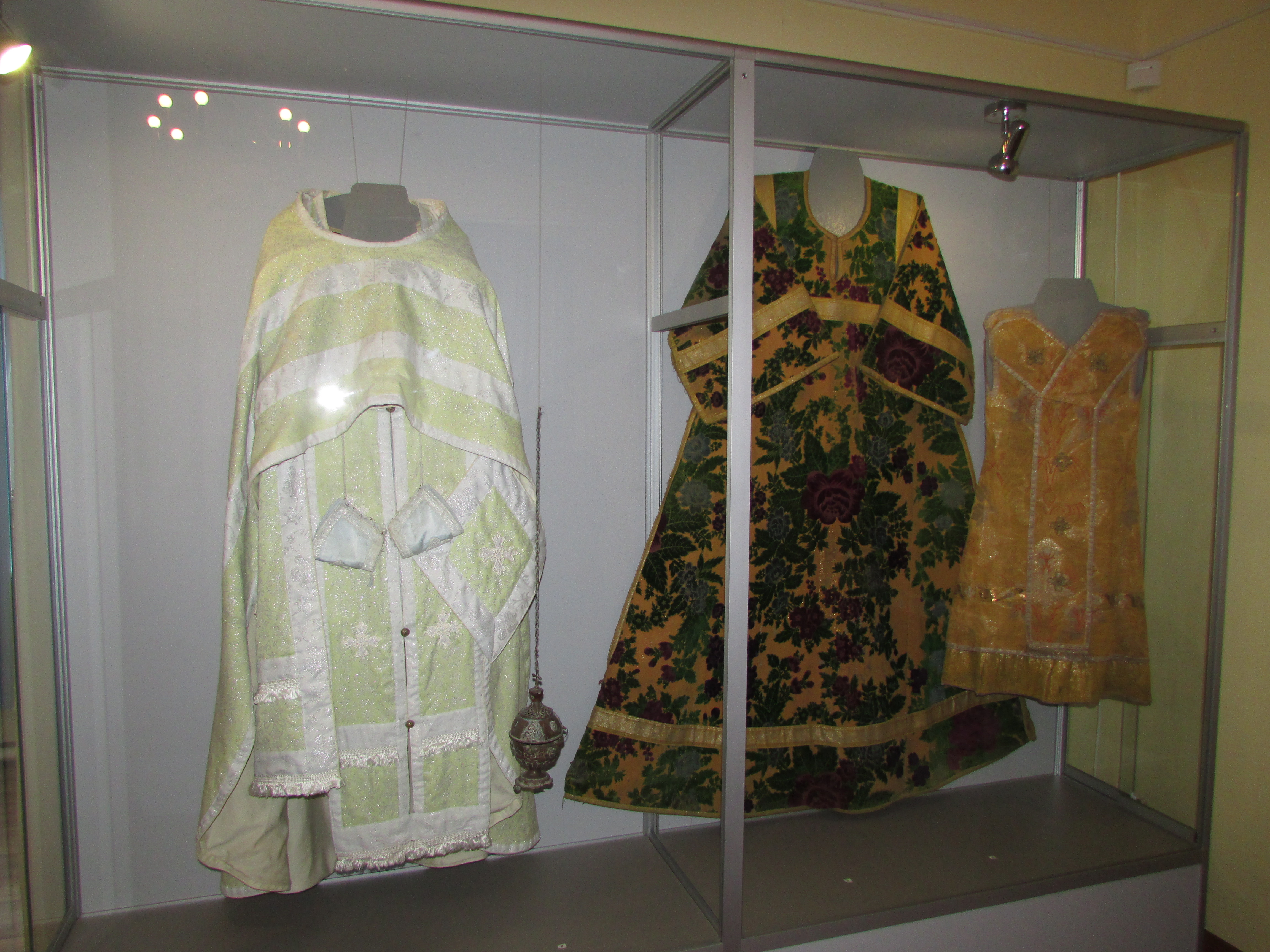
Экспозиция "Спасенные реликвии"
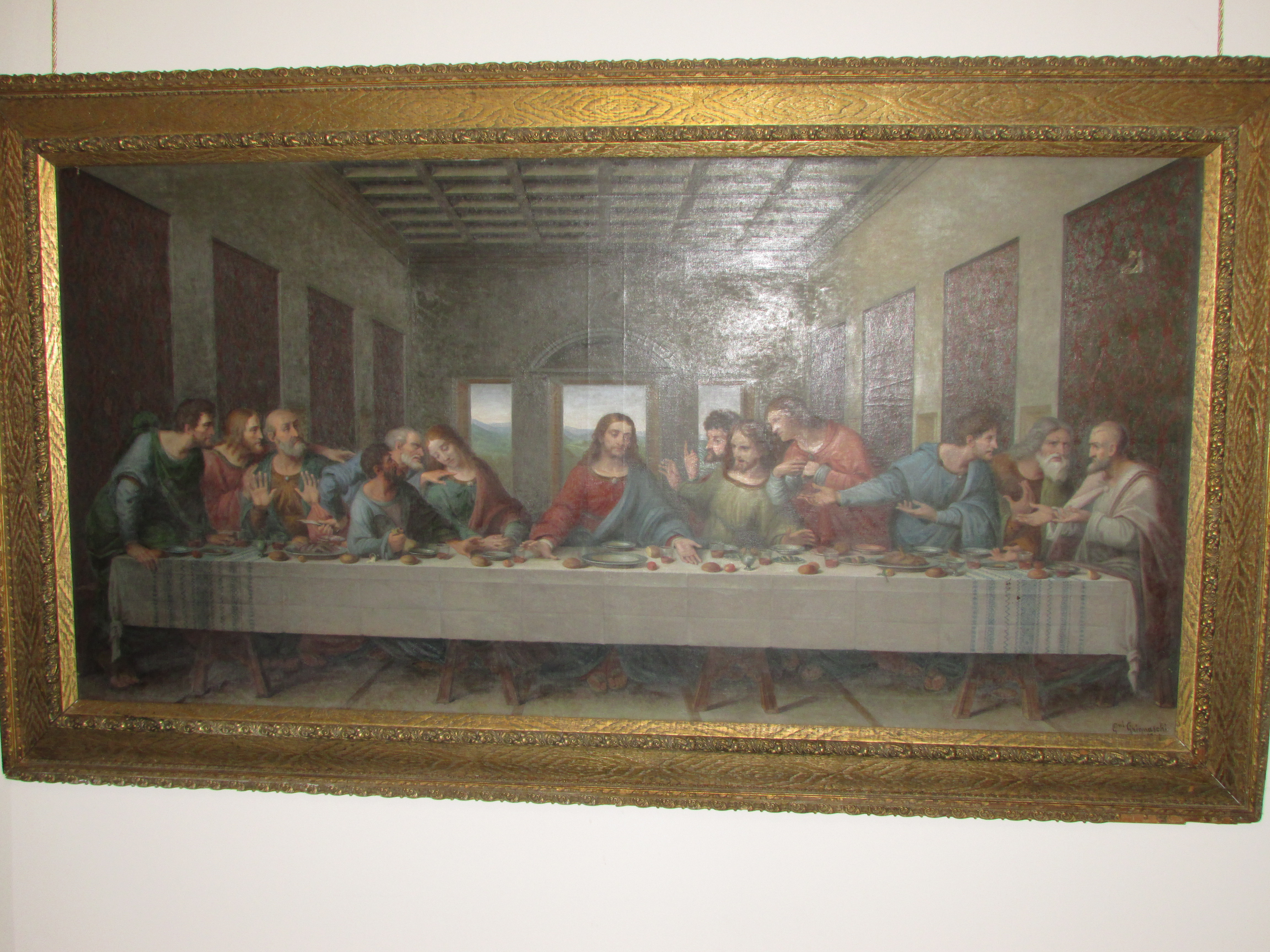
Копия тайной вечери (Дж. Гриньяски) XIX век
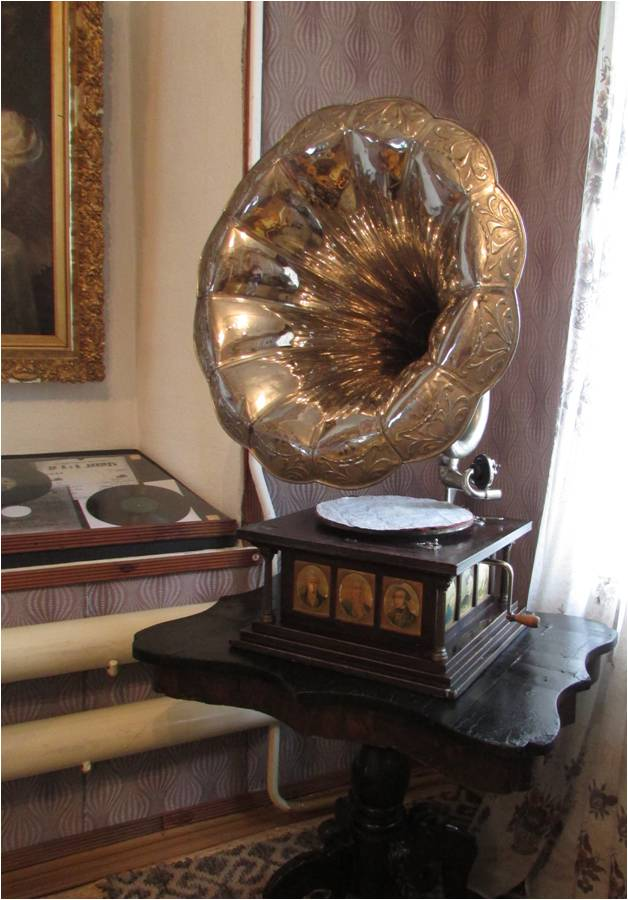
Граммофон